# 噺めし
『噺めし』（はなしめし）は、魚乃目三太による日本の漫画。『漫画ゴラクスペシャル』（日本文芸社）にて、2017年2月号から2018年5月号に16話が掲載。単行本はニチブン・コミックスより2018年8月1日に刊行。全1巻。ストーリー・フィクションもので、浅草を舞台にした落語にちなんだグルメ漫画である。

## あらすじ
浅草の小料理店を娘と二人で切り盛りする浅草亭三馬は、売れない落語家と料理の腕が経つ亭主を兼務する。落語にまつわる人情グルメ漫画。

## 登場人物

### 小料理店「座布団」
浅草にある小料理店。主人公父娘がきりもりしている。
浅草亭三馬（あさくさてい さんば）
本作の主人公。小料理店の亭主と落語家、二足の草鞋を履いている。落語の方は入門11年だが万年二つ目で、寄席の観客はあまり多くないが料理の腕はぴか一。娘も含めて周囲の人々は「三馬」と呼ぶので、本名不明。お人よしで自分のことを後回しにするところがある。
新沼小町（にいぬま こまち）
三馬の一人娘。三馬とともに小料理店を切り盛りしている小学生。売れない落語家である三馬を揶揄することもあるが、二足の草鞋状態の三馬をひそかに尊敬している。
雪江（ゆきえ）
三馬の妻。小料理店「座布団」と娘・小町を残して夭折。

### 準レギュラー
明日夏（あすか）
雪江の妹。三馬が時々、雪江と間違えてしまう。
職業は謎だが、友達の水商売を手伝うこともあり、接客は得意。モテるらしく男連れ（大概は彼氏ではない、彼女目当ての男）の事が多い。
浅草亭馬琴（あさくさてい ばきん）
三馬の師匠にして雪江、明日夏の父。
小町に「おじいちゃん」と呼ばれるのを三馬がたしなめるが、「実際そうなのだからいいよ」と了承した。
浅草亭一休（あさくさてい いっきゅう）
三馬の弟弟子。眼鏡をかけている一門では真面目な人。
三馬より落語の腕は確からしく、三馬より先に真打昇進。三馬は彼の昇進を祝福する。
浅草亭けいば
#11に登場。三馬の弟弟子。馬琴の落語に惚れこんで入門した。気性が荒いが、根がまっすぐなので三馬は眼をかけている。
家族は妹・佳代だけ。その佳代をかばうため、元彼氏を殴打してしまい、警察行きとなった。
自分を厄介者だと思っていた彼を、三馬、馬琴、佳代は温かく迎えた。

### 常連客
小料理店「座布団」は三馬が落語にちなんだメニュー（食べ物）を出すことから、落語好きな客も多い。
部長
白髪パーマの初老男性。一人の時や部下同伴などのときもある。
実は未婚者であることが判明。
眼鏡
薄毛眼鏡の初老男性。部長とともに「座布団」の常連客。
着物の婦人
「座布団」の常連客の一人。小町の玉子焼きを楽しみに来ている。

### ゲスト
長崎譲二（ながさき じょうじ）
#02に登場。「ジョージさん」と呼ばれる、「座布団」の客。
15年前に離婚して、元嫁が娘を引き取ったので生き別れに成っていたが、ひょんなことから再会する。
また会いたいが名乗り出るのを躊躇する彼に、三馬と小町が後押しして久しぶりの親子対面となった。
名取慶子（なとり けいこ）
#02に登場。ジョージさんの生き別れた娘。仕事上縁が無かった町のコンビニエンスストアで勤務している。姓は母のものと推測。
偶然、コンビニに来店したジョージさんと二度目の対面で「父」とわかり、声をかけて親子で「座布団」に来店。
田中美代（たなか みよ）
#03に登場。小町の友人。シングルマザーである母（美代の父とは離婚）と二人暮らし。
公園にいた彼女に声をかけた小町が「ざぶとん」へ連れて行き、後から来た母とともに三馬がごちそうを食べさせる。
錦野兼一（にしきの けんいち）
#05に登場。ロックバンド「クリムガン」のドラムパート。小町のクラスでは人気がある。三馬とは父ぐるみで旧知の仲。
父は馬琴の友人で、出囃子太鼓の名手。息子にも跡を継いでほしかったが、バンドに夢中になり絶縁。
その後、父が三馬のとりなしで態度を軟化させて絶縁状態を終わらせた。
五郎（ごろう）
#06に登場。浅黒い肌の男性。妻は彼が開業した化粧品会社を、彼の病気を気に切り盛りして年商億単位の会社にのし上げた。
彼は心臓病にかかったことがあるので、いまでも夫婦の食事は粗食である。
自ら「髪結いの亭主」と自嘲していて、妻からの小遣いでよく遊ぶ。
住野忠司（すみの ただし）
#08に登場。住三財閥の御曹司で世間知らずなところがある。
執事・SPとともに浅草で遊んだ帰りに空腹を満たすため、来店。
三馬が彼にちなんだ「目黒のサンマ」を出したところ、絶賛された。
小早川（こばやかわ）
#09に登場。明日夏が「ざぶとん」に連れてきた、彼女が手伝いをしていた店の客。
彼の妻がアイドル狂いをしているため、嫉妬から明日夏に癒してもらおうとしたためであった。
その後、妻とは仲良くなった。
三島恵梨香（みしま えりか）
#10に登場。もともと、浅草を拠点とする下町アイドルで三馬ともなじみがある。
17歳の時にオーディションを受けて「TGP48」に10年在籍するが、芽が出ず「幽霊」扱いされる。
三馬の料理をきっかけに吹っ切れて、演歌歌手に転身。
木下
#12に登場。常連客「部長」の部下。夫婦喧嘩の悩みを独身の上司に相談、「部長」は即興で答えた。
町内会長
#13に登場。「ざぶとん」近辺一帯を拠点とする町内会を取り仕切る人。
町内会火の用心仲間が暖を取るために「ざぶとん」にいるのを見て来店、一緒に酒を飲んだ。
奥様トリオとその夫たち
#14に登場。中山妻たちは毎晩ウォーキングに出かけるためジャージ姿をしているが、息抜きで来店。
それを知った夫たちは、「自分たちもダイエットにつき合わされているのに」と嘆く。
歩（あゆむ）
#15に登場。三馬の幼馴染で、今は娯楽組の若頭。舎弟（タカ・ヒロシ）を引き連れて「ざぶとん」に来店。

## 書誌情報
- 魚乃目三太『噺めし』 日本文芸社〈ニチブン・コミックス〉、全1巻
  1. 2018年8月1日発売、ISBN 978-4-537-13778-1